# Garioponto
Garioponto, conosciuto anche come Guarimpoto, Guaripoto, Guarimpot, Warimbod o Gariopontus, Guarimpotus, Raimpotus, Warnipontus (fl. XI secolo) è stato un medico italiano che, nell'XI secolo, operò nell'ambito della Scuola Medica Salernitana.
Attivo presumibilmente tra il 1020 e il 1050, a lui sono attribuite il Passionarius ed altre opere riconducibili a lui nonostante non vi sia un'appartenenza certa. Si occupò principalmente di malattie urinarie, calcoli della vescica e dei reni.

## Biografia

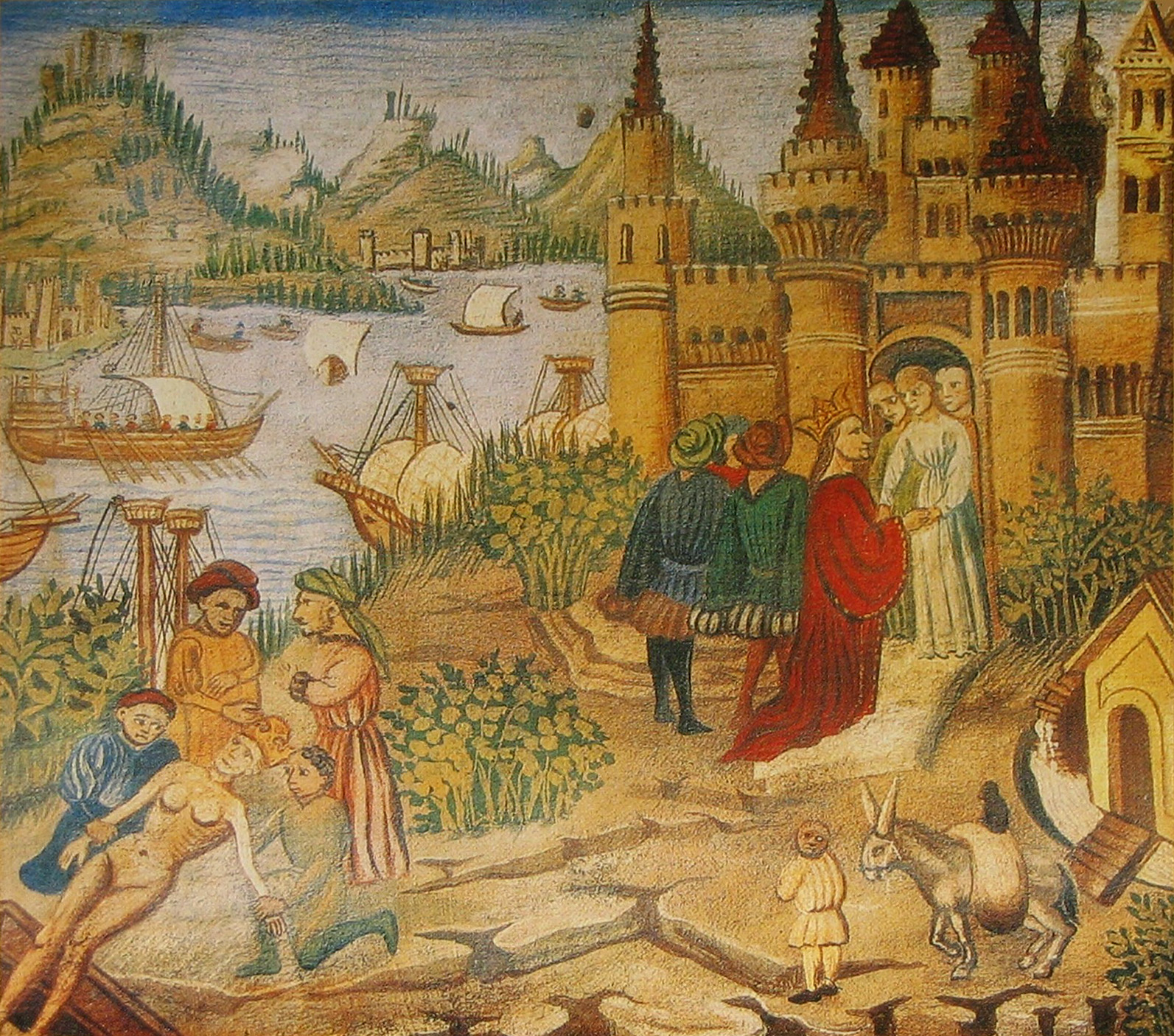
La scuola medica in una miniatura del Canone di Avicenna

Salernitano di origine longobarda, probabilmente chierico, è il primo medico della Schola salernitana di cui si abbiano notizie e di cui ci sia pervenuta un'opera di attribuzione certa. Egli inoltre fu il primo che, in relazione alle sue dottrine, conferì alla scuola un indirizzo autenticamente scientifico.
A causa della carenza di informazioni precise sulle sue origini, inizialmente lo storico August Wilhelm Henschel avanzò l'ipotesi che Garioponto fosse greco, del Ponto, basandosi sull'etimologia del nome; tuttavia è più accreditata la versione di Salvatore De Renzi, avvalorata da due documenti (diplomi dell'Archivio Cavense) che egli stesso trovò, secondo cui Garioponto avesse origini salernitane. Infine sempre il De Renzi fa notare che il nome "Guarimpoto" era ricorrente nell'Italia meridionale dell'epoca
Il suo nome (Guarimpotus yppodiaconus) compare per la prima volta in un documento del novembre 1035 che attestava la donazione della chiesa dei SS. Maria e Giovanni in Vietri sul Mare a Iannacio da parte dell'arcivescovo di Salerno Grimoaldo. Questa circostanza e l'appellativo con cui egli stesso sottoscrisse il documento (oltre che le forme clericus, subdiaconus, presbiter con cui è citato nel Necrologio di San Matteo di Salerno), avvalorano l'ipotesi che ricoprisse un ruolo di rilievo nell'ambito delle gerarchie ecclesiastiche salernitane. 
Molteplici furono i suoi rapporti con altri personaggi della scuola medica salernitana. Quasi sicuramente fu maestro di Alfano, futuro arcivescovo di Salerno, Petrocello, Trotula de Ruggiero, Giovanni Plateario e Cofone. Pier Damiani, teologo, vescovo e cardinale dell'epoca, dichiara di averlo conosciuto personalmente e lo descrive come "senex, vir videlicet honestissimus, apprime litteris eruditus medicus". Con certezza invece, non conobbe mai Costantino l'Africano, padre fondatore della Scuola Medica Salernitana.
La sua formazione fu influenzata dallo studio dei testi della medicina greca, particolarmente diffusi a Salerno grazie all'arrivo dalla Sicilia del monaco greco Saba che aveva portato con sé i propri libri "totum scriptos manibus ex genere graecorum".
Il suo principale merito non fu tanto l'aver scritto opere innovative, in quanto egli si limitò a raccogliere nozioni di vari precedenti autori, ma l'essere stato un anello di congiunzione tra la tradizione della medicina latina e la Scuola di Salerno, e in generale con l'insegnamento medico delle Scuole cristiane dell'Occidente
Nello stendere le sue opere, Garioponto getta le basi del linguaggio medico moderno coniando numerosi termini nuovi (cauterizzare, cicatrizzare, clisterizzare, gargarizzare), ancor oggi utilizzati, nel tentativo di tradurre in latino termini di origine greca. La letteratura medica greca tramandata da Garioponto, pur riallacciandosi ad Ippocrate (da lui definito nel Passionarius "omnium peritissimus"), era sostanzialmente costituita da medicina galenica e tardoantica, tanto che inizialmente lo stesso Passionarius, nelle prime edizioni del XVI secolo, fu attribuito proprio a Galeno.

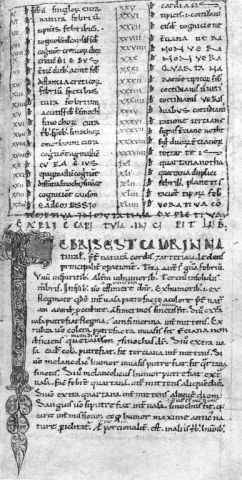
Liber Passionarii di Garioponto. Zentralbibliothek Zürich.

Non si hanno più testimonianze della sua attività già a partire dalla metà dell'XI secolo, ma si può dire con certezza che nel 1056 fosse già morto perché citato (quondam Guaripoti) dal figlio Giovanni in un documento ufficiale.

### IlPassionariuse le opere minori
La sua opera principale, di attribuzione certa fin dall'XI secolo, è il Passionarius, in cinque libri (o sette più un'appendice in altre edizioni), scritto con il contributo di Albicio ed altri medici. È considerata una sorta di "summa" della medicina greca scritta in latino volgare ad uso scolastico. Il carattere compilatorio dell'opera è dovuto all'esigenza di possedere raccolte complete delle conoscenze mediche antiche. Oltre i chiari riferimenti ad Ippocrate e l'impronta galenica, Garioponto si riferisce spesso al medico greco del V secolo Teodoro Prisciano e talvolta anche a Sorano, Andromaco, Dioscoride di Cilicia e Areteo di Cappadocia, ma non si limita mai ad una semplice copia: egli integra ogni argomento con riflessioni personali erudite e accurate analisi cliniche.
Sebbene sia noto che la scuola medica salernitana derivasse dall'incontro di diverse culture (latina, greca, araba ed ebraica), l'influenza araba è in Garioponto totalmente assente. L'opera si presenta come una raccolta ordinata di appunti annotati durante l'attività pratica e l'esperienza quotidiana da medico, con particolare attenzione alle malattie delle vie urinarie, calcoli della vescica e dei reni.
Nel dodicesimo capitolo del terzo libro del Passionarius egli stesso fa riferimento al Metuaticum, altra sua opera.
È attribuito a Garioponto anche il Liber Dynamidios, in cui vengono descritte le virtù e le proprietà dei semplici e il loro utilizzo in ambito farmacologico e nelle diete, fornendo notizie sull' habitat, sulle coltivazioni, le stagioni e le regioni. Le specie vegetali a cui fa riferimento sono in larga parte caratteristiche dell'Italia meridionale. Lo stesso argomento di stampo farmacologico, oltre alle tecniche conosciute per purgare l'utero, è trattato anche nel De Catharticis dedicato ad un tale di nome Paterniano, definito frater.
Sulla base del confronto stilistico gli sono attribuiti anche il De medicamentis expertis, dove sono illustrati alcuni polifarmaci di origine straniera, e i trattati De chirurgia e Liber phisicorum.
Nel Liber de febribus vi è sia una esaustiva definizione di "febbre" ("calor innaturalis praeter naturam cordis et arteriarum principaliter laedens operationem virtutis"), ripresa da Galeno, sia una classificazione dei vari tipi di febbre.

## Opere
- De Catharticis
- De chirurgia
- De medicamentis expertis
- Liber de febribus
- Liber Dynamidios o Dynamidia o Dynamidiorum libri duo o De Dynamidis
- Liber phisicorum
- Metuaticum
- Passionarius, seu pratica morborum Galeni, Theodori Prisciani, Alexandri et Pauli, quem Gariopontus quidam salernitanus eiusque socii, una cum Albicio emendavit ab erroribus vindicavit et in hunc ordinem redegit' o Passionarius de aegritudinibus a capite usque ad pedes